# HSG 베츨라어
HSG 베츨라어(독일어: HSG Wetzlar)는 독일 베츨라어을 연고로 하는 핸드볼팀이다. 현재 핸드볼 분데스리가 소속이며 1904년에 창립된 팀이다.